# Nocturne in het Grand Hotel
Nocturne in het Grand Hotel is een hoorspel van Wolfgang Hildesheimer. Nocturno im Grandhotel werd op 30 december 1961 door de Südwestfunk uitgezonden. C. Denoyer vertaalde het en de VARA zond het uit op maandag 13 mei 1963. De regisseur was S. de Vries jr. De uitzending duurde 53 minuten.

## Rolbezetting
- Luc Lutz (de beroemde dirigent Karolin)
- Henk Molenberg (z’n bediende Viktor)
- Fé Sciarone (een journaliste)
- Wiesje Bouwmeester (de avonturierster Madame Chopin)
- Frans Somers (de beruchte inbreker Charlie)
- Barbara Hoffman (Virginia Shrankmaker)
- Mien van Kerckhoven-Kling (Mrs. Shrankmaker)
- Jan Verkoren (de hoteldirecteur)
- Huib Orizand (inspecteur Grühl)
- Rien van Noppen (Rosenbarth, de impresario)

## Inhoud
Frederic Karolin is een beroemde dirigent die op zijn tournees de hele wereld afreist en wiens leven zich alleen nog in concertzalen en in hotels afspeelt. Nieuwsgierige reporters volgen hem op de voet, vurige bewonderaarsters van zijn kunst zitten hem op de hielen en talloze leerlingen vechten om bij de beroemde maestro te mogen voorspelen. Karolin is de routineklus evenwel zat. Als een welgekomen hobby ontdekt hij bij zichzelf een begaafdheid voor het dievenbedrijf. Zijn avontuurlijke bijbezigheid - gevelklimmen en inbreken in vreemde kamers - brengt hem echter niet hetzelfde succes als de interpretatie van Beethovens symfonieën. Wel ontstaat er in het Grand Hotel, waarin hij net logeert, een flinke opschudding als ‘s nachts flink wat gestolen wordt bij een van de rijke gasten, maar niet Karolin is de held van deze affaire, maar Charlie Bols, een van de meest gevreesde inbrekers. Charlie weet zich ditmaal echter handig uit de klauwen van de politie te houden - op kosten van zijn rivaal Karolin, die enkel door zijn roem als dirigent en zijn galanterie bij de vrouwen aan de kwalijke gevolgen van zijn nachtelijk gedoe ontsnapt. Eén ding kan hij evenwel van Charlie leren: hoe men zijn beroep werkelijk ernstig neemt…